# Merete Mattern
Merete Mattern née le 27 mars 1930 à Berlin, morte le 20 novembre 2007 à Greimharting (de) est une architecte et urbaniste allemande.

## Biographie
Ses parents Hermann Mattern et Herta Hammerbacher sont architectes paysagistes. À l'âge de onze ans, elle passe son enfance avec son père et sa nouvelle compagne photographe Beate zur Nedden. En 1941, la famille quitte Berlin et s'installe dans une ferme en Bavière, à Garnpoint près de Rimsting. La ferme leur permet de vivre en autosuffisance. Merete Mattern est instruite à la maison. En 1946, elle fréquente l'école de Marquartstein. Elle rentre en apprentissage de menuiserie à Stuttgart. Elle effectue un stage chez l'architecte Ivar Tengbom à Stockholm. Elle poursuit ses études et  étudie l'architecture à Kassel et à l'Université technique de Berlin auprès de Hans Scharoun. Elle interrompt ses études à plusieurs reprises afin de travailler dans l'entreprise de ses parents. En 1961, elle est diplômée. Son projet de fin d'études est la conception d'une salle de concert. Tout au long de sa carrière, elle fait référence à ce projet de cathédrale musicale.
Encore étudiante, Merete Mattern travaille sur ses propres commandes, comme un lotissement à Göttingen.
Elle publie et expose de nombreux autres projets d'urbanisme remarquables comme celui de Bratislava pour accueillir 100 000 habitants supplémentaires.
Les projets d'urbanisme de Merete Mattern contiennent des éléments libres, artistiques et utopiques qui donnent de nouvelles impulsions, mais qui n'ont pas toujours pas été mis en œuvre. Ses projets s'inscrivent dans leur environnement et fusionnent  avec la nature. Avec cette vision des choses, ses projets se distinguent des autres développements structurels de l'après-guerre. Le programme habituel de planification urbaine prévoit la création de vastes zones résidentielles et des expansions urbaines qui se sont par la suite révélées inhospitalières. Merete Mattern développe des contre-positions à ces développements des années 1960 et 1970. Elle propose des maisons écologiques construites autour de petits centres urbains, dans le but de minimiser l'étalement urbain dans le paysage. Construit dans une construction compacte avec des murs mobiles, des toits verts et des pièces que les résidents aménagent eux-mêmes.
En 1966, Merete Mattern, sa mère Herta Hammerbacher et Yoshitaka Akui, participent au concours pour créer le quartier de Düsseldorf, Ratingen-West, afin d'accueillir 15 000 nouveaux habitants. Les projets ainsi que le résultat du concours suscitent un grand intérêt dans la presse spécialisée et font l'objet de débats. Dans la contribution de Merete Mattern qui remporte un prix spécial, l'idée est de créer une structure vivante à croissance organique et de proposer ainsi une solution à l'inhospitalité des villes des années 1960. Dans la revue d'architecture Bauwelt, ce projet est considéré comme le seul sur un total de 132 projets à répondre aux critères requis du concours, à savoir la correction à long terme de la reconstruction ratée après la Seconde Guerre mondiale. Le projet de Merete Mattern propose une vision nouvelle de l'urbanisme perçu comme utopique par le jury qui ne retient pas ce projet.
En 1968, elle est professeure invitée à l'Université de Virginie. Durant son séjour aux États-Unis, elle tombe gravement malade d'une intoxication alimentaire dont elle ne se remet pas complètement. De retour en Allemagne, elle poursuit des missions d'enseignement. Elle réalise des projets de développement urbain pour Karlsruhe et Munich-Neuperlach.
En 1969, elle reçoit le Grand Prix International d'Urbanisme et d'Architecture à Cannes, pour le projet international de Bratislava. Le prix lui est remis par Louis Kahn.
Elle poursuit ses missions d'enseignement  et sa participation à des concours d'urbanisme ainsi que ses Fliegenden Städte . Ses archives montrent qu'elle a plusieurs versions en intégrant de nouvelles idées, notamment des approches écologiques.
Merete Mattern aurait également été politiquement active ; on dit qu'elle a participé à la fondation du parti Die Grünen.
Merete Mattern est décédée à l'âge de 77 ans.
Ses archives sont conservées au Musée d'architecture de l'Université technique de Berlin.
Merete Mattern fait partie des 22 architectes présentée à l'exposition Frau architekt au Musée allemand de l'architecture (DAM) à Francfort-sur-le-Main. Son projet pour Ratingen-West  est présenté.